# ميخائيل جليسون
ميخائيل جليسون (بالإنجليزية: Michael Gleason)‏ هو مجدف أمريكي، ولد في 16 نوفمبر 1876 في فيلادلفيا في الولايات المتحدة، وتوفي بنفس المكان في 11 يناير 1923.

## وصلات خارجية
- ميخائيل جليسون على موقع الاتحاد الدولي للتجديف (الإنجليزية)
- ميخائيل جليسون على موقع اللجنة الأولمبية الدولية (الإنجليزية)
- ميخائيل جليسون على موقع أوليمبيديا (الإنجليزية)